# Ai Yanhan
Det här är en artikel om en person med kinesiskt personnamn; Ai är familjenamnet.
Ai Yanhan, född 7 februari 2002, är en kinesisk simmare.

## Karriär
Ai tävlade för Kina vid olympiska sommarspelen 2016 i Rio de Janeiro, där hon blev utslagen i semifinalen på 200 meter frisim. Ai tävlade även i Kinas lag som slutade på fjärde plats på 4 × 200 meter frisim.
I februari 2024 vid VM i Doha var Ai en del av Kinas kapplag som tog guld på 4×200 meter frisim. Hon erhöll ytterligare ett guld efter att ha simmat försöksheatet på 4×100 meter mixad frisim där Kina sedermera tog medalj i finalen.